# بون کوه چهار برکه
بون کوه چهاربرکه نام رشته‌کوهی در جنوب ایران است. این رشته کوه در جنوب شرقی دهستان کوخرد در بخش کوخرد شهرستان بستک و در غرب استان هرمزگان در جنوب ایران واقع شده‌است. کوهیست مخروطی که در موازات «رَخ بَندُو» و کوه خآب و در جنوب غربی مِهران قرار دارد. راه مشهور «گوچی» و گردنه گوچی و پیچ‌های خطرناک آن از فراز این کوه می‌گذرد.
اگر از قُلَهِ کوه به طرف جنوب «گوچی» بنگریم، چین‌های جبال تا افق ممتّد می‌گردد، و به تدریج، ارتفاع آن‌ها کم شده، بین آن‌ها دره‌های عمیقی دیده می‌شود که در بعضی از آن‌ها نهرهای کوچک (آودون)ها واشکفتها، و در منحدرات «گوچی» و گری آن جنگلهایی از درخت سمر، کنار، موجود می‌باشد. این چین‌ها موازی هستند ومنظم وفقط ارتفاع بعضی قلل در منطقهٔ «أرمک» که راه مالرو نیز هست است کاهش می‌یابد. در بون کوه یک کاروانسرا به نام
(کاروانسرای بون کوه) وچهار برکه و چند حشم‌نشین وجود دارد.

## محصولات این کوه
- مرو تلخ
- آویشن
- پونه
- مروخوش
- شیرین بیان
- انغوزه
- بنه
- قارچ صدفی
- اسطوقدوس (گیاهی خوشبو که با چای مصرف می‌شود)،
- کیون (گیاه)
- خاکشیر
- بادام کوهی

و دیگرگیاهای داروئی، و همچنین درخت‌های تنومندی مانند کُور، کُنار، کِرت، سمر، کُوهِنگ، سَلَم در پایه این کوه زیاد وجود دارد که اهالی برای زغال و هیزم از آن استفاده می‌نمایند.

## جانوران
جانوران مختلفی که در این کوه وجود دارند که عبارت‌ند از: خوک، گرگ، شغال، آهو، بز کوهی، روباه، کفتار، خرگوش، جوجه‌تیغی، و غیره از حیوانات کوهی وجود داشته بوده‌است، ولی در سنوات اخیر بیشتر این حیوانات رو به انقراض رفته‌است؛ و همچنین پرندگان مختلف کوهستانی نیز در این کوه زندگی می‌کنند که عبارت‌اند از: کبک، تیهو، قُمری، بادخور، سبزقبا، سهره، چکاوک، فاخته، بلبل، چکاوک هدهد، دم جنبانک، جغد، گنجشک می‌توان نام برد.
این کوه به سمت مشرق ادامه دارد و همچنین از سمت مغرب به «بون کوه لوز» و به رشتهٔ «کوه زیر» پیوند دارد.
در منطقهٔ بون کوه چهاربرکه شکارگاه‌ها و تفریحگاه‌های زیادی وجود دارد، همچنین غارها و اشکفت‌های فراوانی نیز وجود دارند که کوهنوردان در شب‌های زمستانی در آن‌ها پناه می‌گیرند.

## فهرست منابع و مآخذ
- محمدیان، کوخردی، محمد، («شهرستان بستک و بخش کوخرد») ، ج۱. چاپ اول، دبی: سال انتشار ۲۰۰۵ میلادی.
- محمد، صدیق «تارخ فارس» صفحه‌های (۵۰ ـ ۵۱ ـ ۵۲ ـ ۵۳)، چاپ سال ۱۹۹۳ میلادی.
- الکوخردی، محمد، بن یوسف، (کُوخِرد حَاضِرَة اِسلامِیةَ عَلی ضِفافِ نَهر مِهران Kookherd, an Islamic District on the bank of Mehran River) الطبعة الثالثة، دبی: سنة ۱۹۹۷ للمیلاد.